# Октябрьское (Денисовский район)
Октябрьское (каз. Октябрь) — упразднённое село в Денисовском районе Костанайской области Казахстана. Ликвидировано в 2011 году. Входило в состав Комаровского сельского округа.

## Население
В 1999 году население села составляло 61 человек (32 мужчины и 29 женщин).